# محمد الطاهر التليلي
محمد الطاهر التليلي الڤماري، السوفي، الجزائري.

## النشأة والدراسة
هو محمد الطاهر بن بلقاسم بن الأخضر بن عمر بن أحمد بن قاسم بن أحمد التليلي ولد يوم الخميس السادس من شهر ذي الحجة عام 1328هـ الموافق للثامن من شهر ديسمبر سنة 1910م. ;تنحدر أسرته من أولاد سيدي تليل من بلدة فريانة بالقطر التونسي. نشأ محمد الطاهر في أسرة متدينة محافظة، فأشرف جده على تعليمه القرآن الكريم وإجادة حفظه وهو في سن مبكرة. كما انخرط محمد الطاهر في حلقات العلم وتلقي الدروس الأولية في الشريعة واللغة والأدب في جامع سيدي إبراهيم في «ڤمار» الشرقية. ثم انتقل إلى جامع الزيتونة بتونس في 05 ربيع الثاني 1346 هـ الموافق لـ 01 أكتوبر 1927م، فتفرغ للتحصيل والدراسة مدة سبع سنوات توّجها بشهادة التطويع سنة 1934م.

## شيوخه
- الشيخ الطيب بن الحاج علي بن الزّا الڤماري، المؤدب، المقرئ، المتوفى سنة 1389 هـ/1969م.
- الشيخ محمد بن السائح اللقاني السائحي نزيل تونس، المتوفى سنة 1389 هـ/1970م.
- الشيخ عمار بن الحاج عبد الله الأزعر الڤماري نزيل المدينة المنورة، المتوفى سنة 1388 هـ/1968م.
- الشيخ أحمد بن محمد القا الڤماري، المتوفى سنة 1360 هـ/1941م.
- الشيخ محمد العزوزي بن الصادق بن الحاج حوحو العقبي البسكري، المتوفى سنة 1363 هـ/1944م.
- الشيخ محمد الطاهر بن محمد بن محمد بن عاشور التونسي، المتوفى سنة 1393هـ 1973م.
- الشيخ حسن بن يوسف، الزيتوني التونسي، المتوفى سنة 1364 هـ 1945م.
- الشيخ محمود بن قاسم ساكيس الجربي التونسي، المتوفى سنة 1409 هـ 1988م.
- الشيخ العربي الماجري التونسي، المتوفى سنة 1409 هـ 1988م.
- الشيخ محمد الصالح بن مراد التونسي، المتوفى سنة 1399هـ 1979م.
- الشيخ محمد الشاذلي بن أحمد الجزيري التونسي، المتوفى سنة 1367 هـ 1948م.
- الشيخ معاوية بن الطاهر بن صالح الماجري التميمي التونسي، المتوفى سنة 1363 هـ 1944م.
- الشيخ محمد البشير بن أحمد بن محمد النيفر التونسي، المتوفى سنة 1394 هـ 1974م.
- الشيخ محمد عمر الزغواني التونسي، المتوفى سنة 1399 هـ 1979م.
- الشيخ محمد الصادق بن محمد الشطي الشريف المساكني التونسي، المتوفى سنة 1364 هـ 1945م.
- الشيخ محمد بن يوسف بن إبراهيم الحنفي التونسي، المتوفى سنة 1358هـ 1939م.

## نشاطه
التحق الشيخ محمد الطاهر التليلي في سنة 1935م بمدارس جمعية العلماء المسلمين الجزائريين، وبدأ في مسيرة تعليمية تواصلت معه مدة أربعين سنة. وكان تعيينة في قرية تسمى: «كمبيطة» إحدى قرى مدينة بجاية، بعد أن التقى بقسنطينة بالشيخ عبد الحميد بن باديس، وبالشيخ الفضيل الورتيلاني وقد سبق له اللقاء في طريق رحلته بالشيخ محمد خير الدين ببسكرة.

## آثاره
1. المدخل إلى غريب القرآن.
2. حجر المخلاة في مجالس المحاجاة.
3. تلخيص الأرقام والأعداد لما وجد في القرآن من المواد.
4. رسائل في رسم الألف في القرآن كما في المصحف.
5. التعليقات البيانية على منظومات مسائل قرآنية.
6. قواعد البيان في الثابت والمحذوف في القرآن على رواية ورش.
7. سلوة المهموم والمحتار في قراءة هذه الأشعار من مختلف الأقطار والأعصار.
8. نظم متن الاستعارات للسمرقندي.
9. ديوان الدموع السوداء.
10. التوجيهات التربوية في القصائد والمقطوعات المدرسية.
11. المقتطفات المنظومة من مؤلفاتي المعلومة.
12. مقتطفات من ديوان الدموع السوداء.
13. الفوائد المنثورة من المطالعات المبتورة.
14. المسائل الفقهية.
15. نظم متن الورقات في الأصول للجويني.
16. رسالة النماذج الهامة لأمثلة المطابقة العامة.
17. القول الفصل في الرجوع بالعامية إلى الأصل.
18. زهرات لغوية من كتاب الألفاظ الكتابية لعبد الرحمن الهمذاني.
19. رسالة الرموز.
20. قصة الشيخ العجوز.
21. رسالة الدرر الملكية في الدراري الفلكية.
22. إتحاف القارئ بحياة خليفة بن حسن الأقماري.
23. حديث السامر من صروف ابن عامر.
24. رسالة الأذكار الشرعية.
25. الأمثال المسجوعة والحكم العامية المسموعة.
26. مجموع مسائل تاريخية.
27. فذلكة تاريخية عن منطقة سوف بالجزائر.
28. هذه حياتي.
29. تلخيص كتاب الأضداد للمتوزي.
30. تجريد شعر مقامات الحريري.

## وفاته
التحق الشيخ محمد الطاهر التليلي بالرفيق الأعلى يوم الثلاثاء 17 رمضان 1424هـ الموافق لـ 11 نوفمبر 2003م.

## وصلات خارجية
- صفحات من سيرة العلامة الشيخ محمد الطاهر التليلي الجزائري عليه رحمة الله تعالى - الدكتور إبراهيم رحماني